# Chemin de fer de l'Est chinois

Les voies principales du chemin de fer de l’Est chinois (Manzhouli à Harbin à Suifenhe et sa branche sud (Harbin à Dalian) ; après 1905, la plus grande partie de cette dernière (de Changchun à Dalian) devient les chemins de fer de Mandchourie du Sud, d'administration japonaise

Le chemin de fer de l’Est chinois (en russe : Китайско-Восточная железная дорога, К.В.Ж.Д. dans sa forme abrégée) était un tronçon ferroviaire du Transsibérien de 2 536 kilomètres traversant la Mandchourie et administré par la société russe du même nom.  
La ligne fut mise en service en 1903 et reliait les villes russes de Tchita et Grodekovo (aujourd'hui Pogranitchny). Elle desservait plusieurs villes mandchoues dont Kharbine où fut installé le centre administratif de la compagnie.  
La construction en 1903 dans l'Extrême-Orient russe du tronçon Grodekovo-Oussouriisk finalisa le tracé du Transsibérien et permit pour la première fois de relier Vladivostok au reste de la Russie via la Mandchourie. La partie sud du chemin de fer, connue sous le nom de chemins de fer de Mandchourie du Sud, devint un enjeu et un lieu de dispute entre les puissances, notamment lors des guerres russo-japonaise de 1905 et sino-japonaise de 1937 à 1945.

## Le projet (1892 - 1897)
Le chemin de fer de l’Est chinois, conçu comme une ligne à voie unique, a permis dès l'origine d'offrir un raccourci à la plus longue ligne ferroviaire au monde, le Transsibérien, entre la métropole sibérienne de Tchita et le port russe de Vladivostok, en coupant à travers le nord de la Mandchourie intérieure par Harbin. Cette voie ferrée a d'ailleurs été achevée une dizaine d'années avant le dernier tronçon du Transsibérien, qui se trouve, lui, entièrement en territoire russe.
En 1896, la Chine avait accordé à l'Empire russe une concession à travers le nord de la Mandchourie intérieure, confiant la surveillance de la concession au vice-ministre des Travaux Publics Xou Djingtcheng.

## Construction de la ligne (1897 - 1903)
Le chantier du tronçon Tarskaya (est de Tchita) – Hailar – Harbin – Nikolsk-Oussouriisk démarra en juillet 1897, et il se poursuivit à un rythme redoublé une fois que la Russie eut conclu la concession pour vingt-cinq ans du Liaodong avec la Chine en 1898. Officiellement, l'exploitation de la ligne remonte au mois de novembre 1901, mais il n'y eut de trafic passagers régulier du Transsibérien entre Saint-Pétersbourg et Vladivostok qu'à partir de juillet 1903.
En 1898, la construction de cette antenne ferroviaire de 880 km, qui devait par la suite former l’essentiel de la ligne de Mandchourie du Sud, partait de Harbin vers le sud à travers la Mandchourie orientale, le long de la Péninsule de Liaodong, du port en eau profonde libre de glaces de Port Arthur, que la Russie était en train de fortifier et dont elle était en train de faire une base navale de première importance, avec un poste d'avitaillement en charbon pour la flotte d'Extrême-Orient et la marine marchande ; d'ailleurs la possession de cette région et de ce point stratégique sont les véritables raisons de la guerre russo-japonaise (1904–1905), car de son contrôle dépendait le maintien du commerce avec les autres nations occidentales (politique du libre-échange).

## Mise en service et exploitation (1903 - 1917)

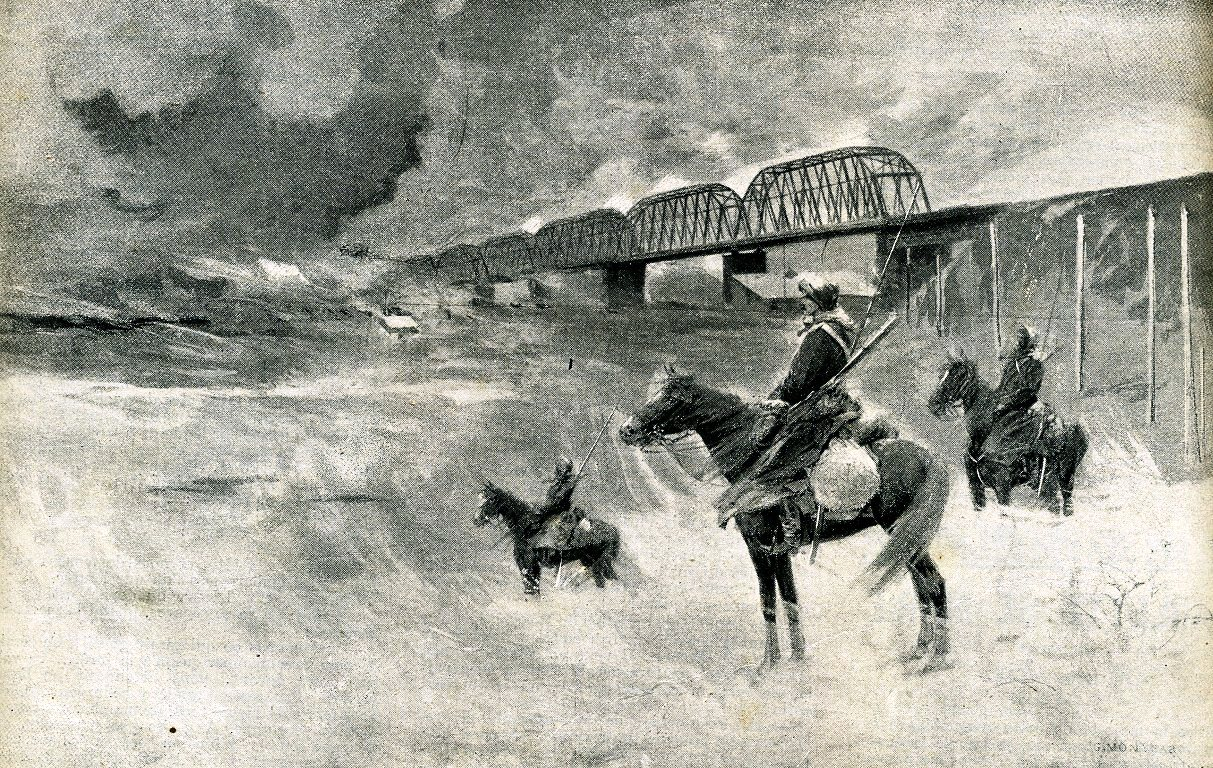
Le pont du chemin de fer de l'Est chinois à Harbin, sur la rivière Songhua, gardé par des Cosaques durant la guerre russo-japonaise en 1905

Le chemin de fer de l’Est chinois était déjà terminé pour l'essentiel en 1902, c'est-à-dire près de trois années avant que le contournement du lac Baïkal puisse être mis en service (1904–1905 ; passage à double sens en 1914). Ainsi, dans l'intervalle, le trafic de fret du Transsibérien devait être acheminé par ferry sur presque de cent kilomètres à travers le lac (entre Port Baikal et Mysovaïa).
Le chemin de fer de l’Est chinois prit très vite une grande place dans les relations internationales : la Russie avait obtenu la concession de Mandchourie au terme de la guerre sino-japonaise (1894-1895) ; elle y stationna désormais une  armée nombreuse et occupait de fait la Mandchourie septentrionale, ce qui préoccupait l'empire du Japon. Et lorsque la Russie démarcha la Chine en vue d'un monopole juridique en Mandchourie, l'empire du Milieu passa promptement un traité d'alliance avec le Japon et les États-Unis.

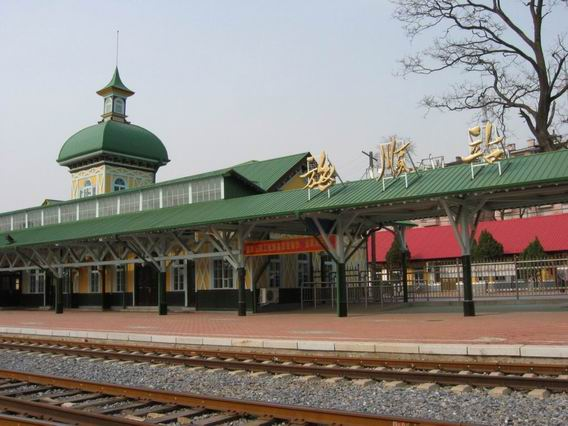
La gare de Port-Arthur date de l'époque de la concession russe.

Au cours de la guerre russo-japonaise qui s'ensuivit, la Russie dut céder la péninsule du Liaodong et la plus grande partie du tronçon de Mandchourie méridionale au Japon. La ligne de chemin de fer reliant Changchun à Port Arthur (passée sous contrôle japonais) devint la Société des chemins de fer de Mandchourie du Sud.

## Guerre civile russe (1917-1922)
En novembre 1917, soit moins d'un mois après la prise de pouvoir bolchevique, le Sovnarkom démet le général Khorvat de ses fonctions et transmet la direction du chemin de fer au soviet de Kharbine. L'ensemble de la ligne passe alors officiellement sous contrôle bolchevique. En décembre, avec l'aide de gardes blancs et de troupes chinoises, le général Khorvat renverse le soviet de Kharbine et reprend la maîtrise du chemin de fer. Il fonde à Kharbine un gouvernement provisoire russe et transforme le siège de la compagnie en bastion de résistance anti-bolchevique. Fin décembre, plusieurs gares situées à l'ouest de la ligne et étant sous contrôle bolchevique sont attaquées.  L'ataman Semenov s'empare de la gare de Mandchouli, désarme la garnison rouge et la renvoie en Russie suivie, dans un wagon à bestiaux, par les membres du soviet local. Semenov et Ungern-Sternberg s'établissent en Mandchourie occidentale le long du chemin de fer où ils organisent une petite armée. À l'autre extrémité de la ligne, l'ataman Kalmikov s'implante avec des cosaques à Pogranitchnaïa.
En mars 1918, le prince Koudatchev et les actionnaires du chemin de fer demandent à l'amiral Koltchak de se joindre au bureau directeur de la compagnie. Koltchak, qui souhaitait rejoindre le front occidental et combattre aux côtés des Alliés, accepte à contrecœur la proposition sur insistance du War Office. Mi-avril 1918, Koltchak rencontre le prince Koudatchev à Pékin et accepte le poste de « membre militaire » au conseil d'administration du chemin de fer. Quelques jours plus tard, le général Khorvat, l'industriel Poutilov et plusieurs représentants de la Banque russo-asiatique, qui détenaient l'essentiel des actions de la compagnie, arrivent à Pékin. Ensemble, ils se mettent d'accord sur la réorganisation de la compagnie et le retour à l'ordre dans la région du chemin de fer. La nomination de Koltchak au poste de commandant en chef des forces russes dans la région du chemin de fer est officialisée le 26 avril 1918.

## Administration soviétique (1922 - 1950)
En 1924, un accord entre la Chine et l'Union soviétique rétablit une administration commune entre ces deux pays sur le tronçon nord, tandis que le tronçon sud allant de Kharbin à la péninsule du Liaodong reste sous contrôle japonais.
En 1929, la possession du chemin de fer est le principal enjeu du bref conflit sino-soviétique opposant l'URSS au « seigneur de la guerre » Zhang Xueliang. 
En 1935, l'URSS doit vendre ses actions du Transmandchourien à l'État du Mandchoukouo, état fantoche créé dans la région par l'empire du japon, représenté par l'ancien empereur mandchou Puyi et sous sa tutelle japonaise.
En août 1945, les deux tronçons du chemin de fer repassent sous l'administration commune de la Chine et de l'URSS.
En 1950, l'URSS cède gratuitement tous ses droits sur le chemin de fer à la république populaire de Chine.